# Kubusgetal
In de rekenkunde en de algebra is een kubusgetal een natuurlijk getal dat de derde macht is van een ander natuurlijk getal. Het natuurlijke getal {\displaystyle k} is dus een kubusgetal als er een natuurlijk getal {\displaystyle n} is, zodanig dat:
{\displaystyle k=n^{3}}
De eerste tien kubusgetallen zijn:
0, 1, 8, 27, 64, 125, 216, 343, 512, 729, 1000, ... 
Een kubusgetal is een figuratief getal, waarvan de naam afgeleid is van de meetkundige vorm van de kubus. Een aantal bolletjes, waarbij het aantal een kubusgetal is, kan tot een kubus worden opgestapeld. Zo bestaat bijvoorbeeld een kubus met een ribbe van drie bolletjes in totaal uit 27 bolletjes.
Een volgend kubusgetal ontstaat door bij de kubus met {\displaystyle n^{3}} bolletjes 3 vlakken met {\displaystyle n^{2}} bolletjes, 3 ribben met {\displaystyle n} bolletjes en nog een hoekpunt van 1 bolletje te plaatsen. Daaruit volgt de recursieve betrekking tussen de opeenvolgende kubusgetallen:
{\displaystyle (n+1)^{3}=n^{3}+3n^{2}+3n+1}
Dit komt met de binomiaalcoëfficiënten overeen in de vierde rij van de driehoek van Pascal.

## Eigenschappen
De kubusgetallen ontstaan uit de opeenvolgende blokken van een oneven stijgend aantal natuurlijke getallen door de getallen per blok op te tellen :
{\displaystyle \underbrace {1} _{1}\ \underbrace {3\ 5} _{8}\ \ \underbrace {7\ 9\ 11} _{27}\ \ \underbrace {13\ 15\ 17\ 19} _{64}\ \ \ \underbrace {21\ 23\ 25\ 27\ 29} _{125}\ \ldots }
Hieruit blijkt dat ieder kubusgetal {\displaystyle n^{3}} de som is van {\displaystyle n} opeenvolgende oneven getallen.
Uitgaande van de rij van de gecentreerde zeshoeksgetallen: 1, 7, 19, 37, 61, 91, 127, 169, 217, 271, ... ontstaat het {\displaystyle n}-de kubusgetal als de som van de eerste {\displaystyle n} elementen van de rij:
{\displaystyle {\begin{aligned}1&=1\\8&=1+7\\27&=1+7+19\\64&=1+7+19+37\\125&=1+7+19+37+61\\\ldots &=\ldots \end{aligned}}}
De som van de eerste {\displaystyle n} kubusgetallen is gelijk aan het kwadraat van het {\displaystyle n}-de driehoeksgetal:
{\displaystyle \sum _{i=1}^{n}i^{3}=1^{3}+2^{3}+\ldots +n^{3}=\left({\frac {n(n+1)}{2}}\right)^{2}}
Elk natuurlijk getal kan als de som van ten hoogste negen kubusgetallen weergegeven worden, gegeven door de oplossing van het probleem van Waring voor de macht drie. 23 is er een voorbeeld van dat er 9 sommanden nodig kunnen zijn.weergegeven als
{\displaystyle 23=8+8+1+1+1+1+1+1+1},
maar het kan niet met minder sommanden, die een kubusgetal zijn.

### Kubusgetallen als som van rijen[3]
Ieder kubusgetal {\displaystyle n^{3}} is de som van een rekenkundige rij van {\displaystyle n} getallen, met als eerste element {\displaystyle n} en als verschil {\displaystyle 2n}:
- 23 = 2 + 6
- 33 = 3 + 9 + 15
- 43 = 4 + 12 + 20 + 28
- 53 = 5 + 15 + 25 + 35 + 45
- 63 = 6 + 18 + 30 + 42 + 54 + 66
- 73 = 7 + 21 + 35 + 49 + 63 + 77 + 91 ...

Ieder kubusgetal {\displaystyle n^{3}} is ook de som van een rekenkundige rij van {\displaystyle n} oneven getallen, met als eerste element {\displaystyle n^{2}-n+1} en steeds twee als verschil 2. Dat is hierboven al aangegeven.
- 23 = 3 + 5
- 33 = 7 + 9 + 11
- 43 = 13 + 15 + 17 + 19
- 53 = 21 + 23 + 25 + 27 + 29
- 63 = 31 + 33 + 35 + 37 + 39 + 41
- 73 = 43 + 45 + 47 + 49 + 51 + 53 + 55 ...

Elk kubusgetal {\displaystyle n^{3}} is ook de som van een rekenkundige rij van {\displaystyle n} getallen, die met {\displaystyle (n-2)^{2}} begint en waarin het verschil steeds 8 is:
- 23 = 0 + 8
- 33 = 1 + 9 + 17
- 43 = 4 + 12 + 20 + 28
- 53 = 9 + 17 + 25 + 33 + 41
- 63 = 16 + 24 + 32 + 40 + 48 + 56
- 73 = 25 + 33 + 41 + 49 + 57 + 65 + 73 ...

De som van alle getallen in een vierkant van op vakjes, linksboven verankerd in deze oneindig uitbreidbare tabel, is gelijk aan de derdemacht van.

Elk kubusgetal {\displaystyle n^{3}} is bovendien ook de som van een rekenkundige rij van {\displaystyle n} getallen, met als eerste element {\displaystyle n(n+1)/2} en als verschil {\displaystyle n}:
- 23 = 3 + 5
- 33 = 6 + 9 + 12
- 43 = 10 + 14 + 18 + 22
- 53 = 15 + 20 + 25 + 30 + 35
- 63 = 21 + 27 + 33 + 39 + 45 + 51
- 73 = 28 + 35 + 42 + 49 + 56 + 63 + 70...

Ieder getal in zo een rij is zelf de som van {\displaystyle n} opeenvolgende getallen, bijvoorbeeld voor 53:
15 = 1 + 2 + 3 + 4 + 5
20 = 2 + 3 + 4 + 5 + 6
25 = 3 + 4 + 5 + 6 + 7
30 = 4 + 5 + 6 + 7 + 8
35 = 5 + 6 + 7 + 8 + 9
Een kubusgetal {\displaystyle n^{3}} is dus de som van alle getallen in een {\displaystyle n} op {\displaystyle n} vierkant met in de eerste rij de getallen 1 tot en met {\displaystyle n} en waarin de getallen in een volgende rij steeds één hoger zijn dan het getal erboven. De som van de getallen op de diagonalen van dit vierkant is het kwadraatgetal {\displaystyle n^{2}}.
Een alternatieve manier om dit uit te drukken is: als {\displaystyle N} de som van alle natuurlijke getallen van 1 tot en met {\displaystyle n} is, dan is
{\displaystyle n^{3}=N+(N+n)+(N+2n)+\ldots +(N+(n-1)n)}
Deze eigenschap is voor het eerst in 1763 door Georg Christoph Lichtenberg opgemerkt.

## Websites
- MathWorld. Cubic Number.